# Victoria Brattström
Anna Kristina Victoria Brattström, född 23 januari 1972, är en svensk regissör och skådespelare.

## Biografi
Victoria Brattström är utbildad på Göteborgs teaterhögskola, där hon också undervisar. Hon har sedan varit verksam på institutionsteatrar och fria teatergrupper i Sverige och Finland, bland annat Göteborgs stadsteater. Bland filmroller märks "Klara Gabrielsson" i TV3:s tv-serie Vita lögner (1997) och en av huvudrollerna i SVT:s dramaserie Poliser (2006).
Hon har regisserat såväl stora utomhusproduktioner med luftakrobater, musikalartister och dansare som små kammarspel för Sveriges Radio och TV,  bland annat år 2005 Järn av Rona Munro på Göteborgs stadsteater, Bad girls av Joyce Carol Oates på Folkteatern, Göteborg och för Sveriges Television, klassikern Medea som cirkusteater på Kinnekulle Amfiteater och Jon Fosses Vinter på Teater Trixter. Hon iscensatte även dansteaterföreställningen Tesoro på Atalante i Göteborg. Under 2010 regisserade hon och skrev tillsammans med ensemblen cirkusteaterverket Jag är Perfekt på Pusterviksteatern samt regisserade Line Knutzons Först föds man ju för Skärgårdsteatern i Helsingfors. 
2012 regisserade hon musikalen Next to Normal för Wasa Teater i Finland och hösten 2016 skandinavienpremiären av Stephen Sondheims musikal Passion på Smålands Musik och Teater i Jönköping samt våren 2017 på Norrlandsoperan.
Hon har även överfört delar av teatermetodiken till akademisk tvärvetenskaplig forskning i en doktorsavhandling i Scenisk gestaltning, "Teaterstrategier som praxis i personcentrerad hälsovård", i samverkan mellan Högskolan för scen och musik och Centrum för person-centrerad vård vid Göteborgs universitet.

## Filmografi
- 1997 – Rika barn leka bäst
- 1997 – Vita lögner (TV-serie)
- 2001 – Fru Marianne
- 2001 – Confession – en doft av sanning
- 2001 – Spegel, spegel
- 2002 – Bäst i Sverige!
- 2004 – Saltön (TV-serie)
- 2004 – Ensam är stark
- 2005 – Som man bäddar...
- 2005 – På väg hem...
- 2006 – Tvätta med mig
- 2006 – Grevinnan av Danmark
- 2006 – Poliser (TV-serie)
- 2009 – 183 dagar (TV-serie)
- 2010 – Isolerad
- 2011 – Varför lyser inga stjärnor?
- 2012 – Igelkottsresan

## Teater

### Roller (ej komplett)
| År   | Roll | Produktion                                         | Regi          | Teater      |
| ---- | ---- | -------------------------------------------------- | ------------- | ----------- |
| 1997 |      | La Barracca Lars-Eric Brossner och Kjell Sundstedt | Eva Gröndahl  | Folkteatern |
| 1998 |      | Krymplingen på Inishmaan Martin McDonagh           | Margita Ahlin | Folkteatern |

### Regi (ej komplett)
| År   | Produktion          | Upphovsmän | Teater                                                 |
| ---- | ------------------- | --- | ------------------------------------------------------ |
| 2014 | Kliniken            | Lars Norén | Högskolan för scen och musik vid Göteborgs universitet |
| 2017 | Passion             | Stephen Sondheim och James Lapine Översättning Ulricha Johnson                                                       | Norrlandsoperan                                        |
| 2021 | Kärlek skonar ingen | Mirja Unge, Håkan Hellström och Björn Olsson Koncept och idé Victoria Brattström, Håkan Hellström och Simon Ljungman | Göteborgsoperan                                        |

### Fotnoter
1. ↑  ”Victoria Brattström”. Svensk Filmdatabas. http://sfi.se/sv/svensk-filmdatabas/Item/?type=PERSON&itemid=244607&iv=OVERVIEW. Läst 5 augusti 2012.
2. ↑  ”Victoria Brattström”. Tilt. Arkiverad från originalet den 10 maj 2014. https://web.archive.org/web/20140510113343/http://www.tillt.se/konstnarer-artister/victoria-brattstrom/. Läst 5 augusti 2012.
3. ↑  Göteborgs stadsteater 2005, "Järn"
4. ↑  Nummer 1 september 2005, "3 x Victoria Brattström i höst"
5. ↑  Smålands Musik och Teater 2016, Om "Passion"
6. ↑  Göteborgs universitet, Victoria Brattström, "Acting and directing strategies as practical approaches in person-centred health care" Arkiverad 8 september 2016 hämtat från the Wayback Machine.
7. ↑  Martin Nyström (10 november 1997). ”Livlös Lorca på besök. Trots lyckade scener hittar musikalen aldrig riktigt sin form”. Dagens Nyheter. https://www.dn.se/arkiv/teater/musikal-livlos-lorca-pa-besok-trots-lyckade-scener-hittar-musikalen-aldrig-riktigt-sin-form/. Läst 2 oktober 2021.
8. ↑  Mikael Löfgren (13 mars 1998). ”Våldsamt rolig text. Margita Ahlins uppsättning verkar besvärad av dialogens drastiska vändningar”. Dagens Nyheter. https://www.dn.se/arkiv/teater/valdsamt-rolig-text-margita-ahlins-uppsattning-verkar-besvarad-av-dialogens-drastiska-vandningar/. Läst 2 oktober 2021.
9. ↑  ”Passion”. Norrlandsoperan. http://norrlandsoperan.se/forestallning/passion/. Läst 10 februari 2018.